# Эванс (озеро, Квебек)
Эванс (англ. Lake Evans) — озеро на западе провинции Квебек в Канаде. Одно из больших озёр Канады — площадь водной поверхности 475 км², общая площадь — 547 км², двенадцатое по величине озеро в провинции Квебек. Высота над уровнем моря — 232 метра, колебания уровня озера до 1,4 метра. 
С севера в озеро глубоко вклинивается полуостров Лонг-Пойнт, делящий озеро на неравные части. Основное питание от реки Бродбак, впадающей в озеро с востока. Сток из озера на север по той же реке Бродбак, приблизительно через 30 километров река поворачивает на запад и впадает в бухту Руперта залива Джеймс Гудзонова залива. Ледостав с ноября по май.